# Prowincja św. Franciszka z Asyżu Zakonu Braci Mniejszych w Poznaniu
Prowincja św. Franciszka z Asyżu Zakonu Braci Mniejszych w Poznaniu − jedna z pięciu aktualnie istniejących prowincji Zakonu Braci Mniejszych − franciszkanów − w Polsce.

## Historia

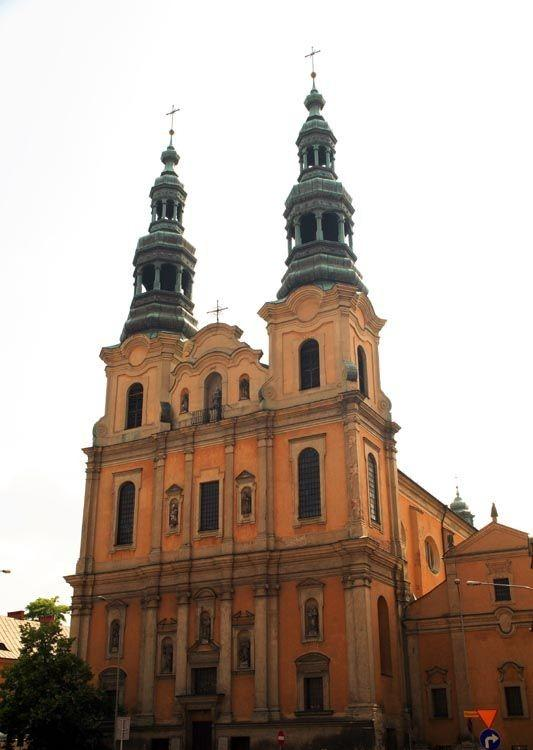
Siedziba prowincjała, klasztor w Poznaniu

Prowincja została wyodrębniona 19 marca 1991 w przeważającej części z katowickiej Prowincji Wniebowzięcia Najświętszej Maryi Panny. Obecnie klasztory prowincji znajdują się w Wielkopolsce, na Kujawach, Pomorzu i Warmii. Zakonnicy pracują również w 9 innych krajach (Austria, Boliwia, Izrael, Libia, Niemcy, St. Mauritius, Szwajcaria, Szwecja i Włochy).
Siedzibą prowincjała jest klasztor w Poznaniu przy ul. Garbary 22. Wyższe Seminarium Duchowne Prowincji w latach 1991-2022 miało swoją siedzibę w klasztorze we Wronkach. Od września 2022 Seminarium mieści się w domu prowincjalnym w Poznaniu. Franciszkanie tej prowincji opiekują się sanktuariami:
- Pasyjno - Maryjnym w Wejherowie;
- Krzyża Świętego w Pakości;
- Matki Bożej Bolesnej w Osiecznej
- Świętego Antoniego w Brodnicy i Kadynach
- Matki Bożej Niepokalanej Królowej Rodzin w Toruniu
- Matki Bożej Pocieszenia we Wschowie[1].

## Klasztory prowincji w Polsce
Obecnie prowincja św. Franciszka posiada na terenie Polski następujące placówki. W nawiasie podano pierwotnego właściciela poszczególnych obiektów:
- Barczewo (franciszkanie konwentualni)
- Brodnica (reformaci - prowincja pruska)
- Gdańsk (ewangelicy)
- Hel (franciszkanie - prowincja katowicka)
- Jarocin (franciszkanie - prowincja katowicka)
- Józefów (doloryści - w 2016 zostali połączeni z Zakonem Braci Mniejszych)
- Kadyny (bernardyni - prowincja wielkopolska)
- Miłakowo (duchowieństwo diecezjalne)
- Olsztyn (franciszkanie - prowincja śląska)
- Osieczna (reformaci - prowincja wielkopolska)
- Pakość (reformaci - prowincja wielkopolska)
- Poznań /Św. Franciszka Serafickiego/ (bernardyni - prowincja wielkopolska)
- Szamotuły (reformaci - prowincja wielkopolska; w 2020 roku archidiecezja poznańska oddała kościół i klasztor Braciom Mniejszym)
- Toruń (reformaci - prowincja pruska)
- Wejherowo (reformaci - prowincja pruska)
- Wieżyca (franciszkanie - prowincja katowicka)
- Woźniki (reformaci - prowincja wielkopolska)
- Wronki (dominikanie)
- Wschowa (bernardyni - prowincja wielkopolska)